# Индель (посёлок)
Индель — посёлок в Терском районе Мурманской области. Входит в городское поселение Умба. Расстояние от районного центра 65 км. Сообщение с другими населёнными пунктами автомобильным транспортом. Расположено на берегу реки Индель. Рядом с посёлком озеро Индель. Лесозаготовительный пункт.

## Население
| 2002 | 2010 |
| ---- | ---- |
| 0    | →0   |

По данным Всероссийской переписи населения 2010 года население, проживающее на территории населённого пункта, отсутствует.